# Формула-1 в сезоне 2011
Сезон 2011 года Формулы-1 — 62-й сезон чемпионата мира по шоссейно-кольцевым автогонкам в классе Формула-1.
Сезон состоял из 19 этапов в 18 странах мира (дважды в Испании). Впервые этап чемпионата прошёл в Индии.

## Изменения в регламенте
В сезоне 2011 года в Формуле-1 произошли очередные изменения в регламенте: некоторые из них запрещают использование оригинальных решений, появившихся в последние годы, другие определяют порядок действия гонщиков и персонала команды.

### Запрет на воздуховоды

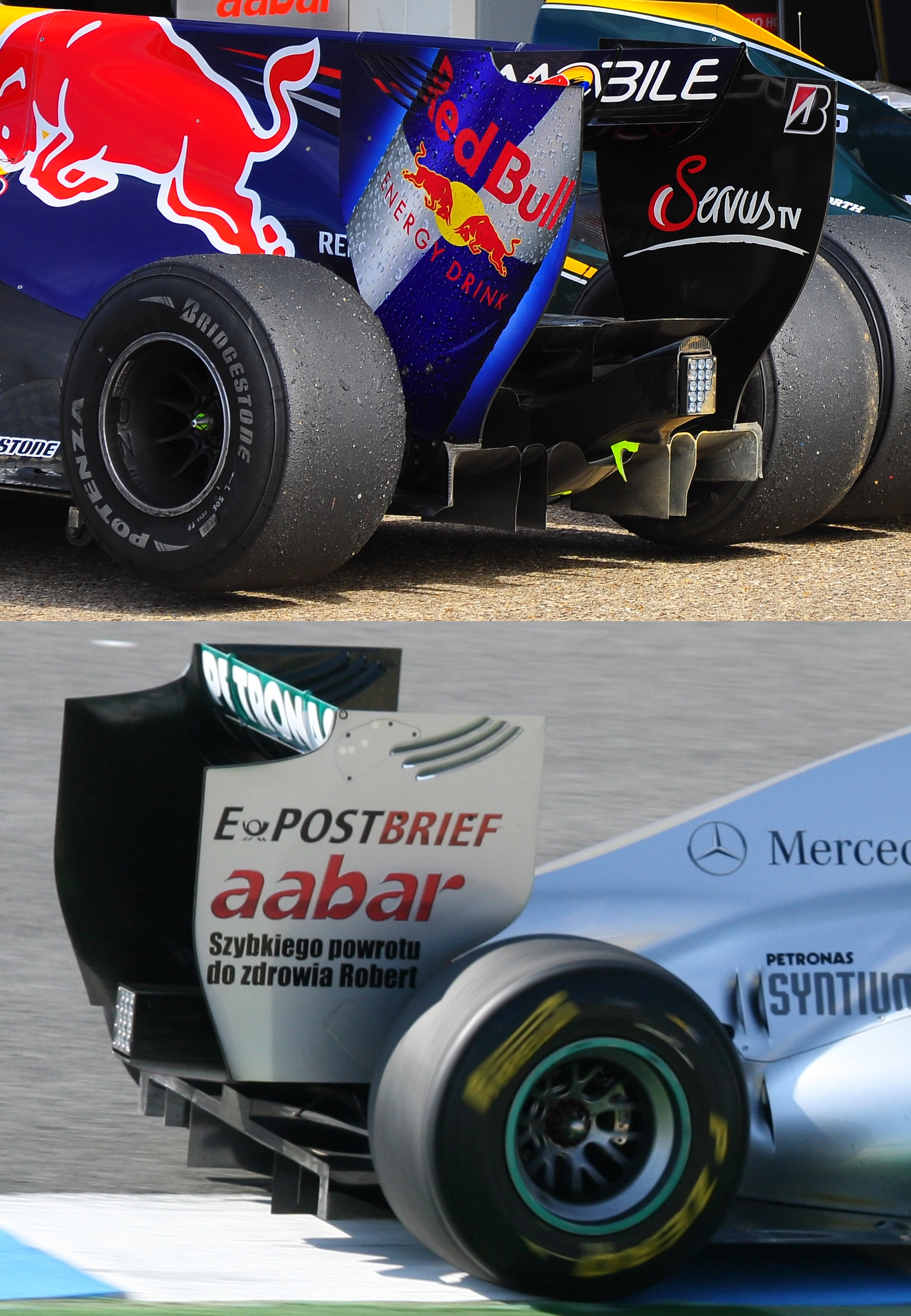
Машина 2010 года (сверху) — Red Bull RB6: «акулий плавник», двойной диффузор, шины Bridgestone;
Машина 2011 года — Mercedes-Benz MGP W02: одинарный диффузор, шины Pirelli

В 2010 году на машинах McLaren появились воздуховоды, меняющие эффективность заднего антикрыла, по ходу сезона эта идея была скопирована всеми командами, кроме новичков. Воздуховод позволял получить преимущество за счёт большей скорости на прямых, способствуя обгонам, до тех пор, пока аналогичные решения не появились у соперников.
Начиная с сезона 2011 года любые системы, устройства или процедуры, использующие движения гонщиков для изменения аэродинамических характеристик машины, запрещены.

### Запрет на двойные диффузоры
В 2009 году, когда впервые за много лет в чемпионате серьёзно изменился регламент на аэродинамику, инженеры трёх команд: Brawn, Williams и Toyota — увидели в правилах возможность устройства дополнительного диффузора, позволившего серьёзно увеличить прижимную силу в задней части машины. Сначала эта идея вызвала резкий протест со стороны других команд, но потом FIA подтвердила её легальность, и в 2010-м уже все использовали двойной диффузор.
Многие считали, что FIA не стоило запрещать это решение, поскольку, с одной стороны, команды уже потратились на его разработку, и запрет не приведёт к снижению затрат, с другой — улучшая конструкцию диффузора, можно было добиться дальнейшего прогресса при относительно небольших расходах.
Появление в 2009-м этого решения крайне негативно сказалось на результатах деятельности рабочей группы по увеличению числа обгонов: двойной диффузор серьёзно менял характеристики воздушного потока, не позволяя соперникам подобраться вплотную без потери эффективности аэродинамики.
Новый технический регламент закрывает неопределённость в правилах, позволявшую использовать двойной диффузор, но допускает использование выхлопных газов для оптимизации работы обычного диффузора, что может привести к появлению очень любопытных решений.

### Запрет регулируемого элемента переднего антикрыла
В сезоне 2009 года, впервые в истории Формулы-1, были разрешены подвижные элементы аэродинамики, и гонщики получили возможность скорректировать конфигурацию переднего антикрыла нажатием кнопки. Один элемент крыла, расположенный по бокам 500-миллиметровой «нейтральной зоны», мог изменить своё положение в пределах шести градусов дважды на каждом круге.
Идея была предложена рабочей группой по увеличению числа обгонов, но оказалась недостаточно эффективной — гонщики чаще использовали эту регулировку при настройке машины, а при обгонах и атакуемый и атакующий могли менять угол атаки, так что ощутимого преимущества новинка не принесла. В следующем году управляемый элемент переднего антикрыла запрещается, и его сменит более радикальное решение — управляемый элемент заднего антикрыла.

### Регулируемый элемент заднего антикрыла

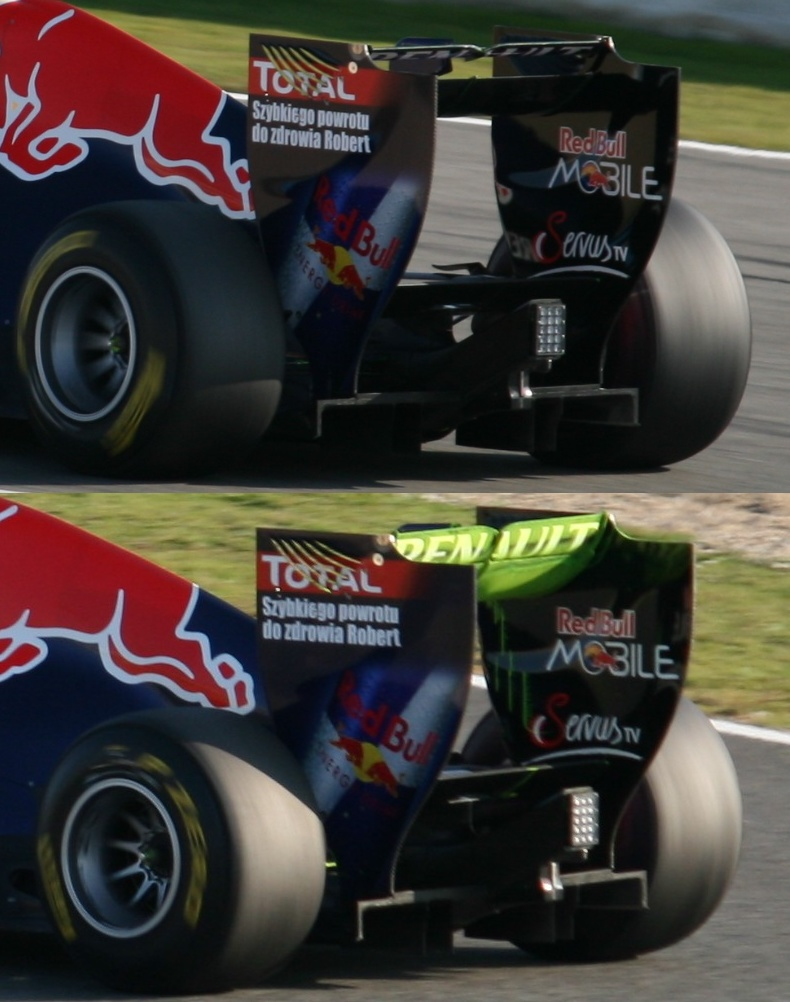
Управляемый элемент заднего антикрыла на машине Red Bull RB7

В FIA сделали выводы и при разработке поправок к регламенту не только разрешили командам использовать в конструкции машин управляемый элемент заднего антикрыла, но и жёстко регламентировали изменение его угла атаки.
В квалификации гонщики могут произвольно регулировать положение управляемого элемента, а в гонке это преимущество получит только атакующий гонщик, который подобрался к сопернику на дистанцию меньше секунды. Системой управляет электроника, отслеживающая положение гонщика, она же возвращает элемент в исходное положение при нажатии педали тормоза. Как и KERS, это решение не является обязательным.

### KERS
Появление системы рекуперации кинетической энергии KERS в сезоне 2009 года активно поддерживали автопроизводители, ведь технология могла использоваться в конструкции дорожных машин, но её дебют получился неудачным. Из-за спешки не всё удалось предусмотреть, и многие команды отказались от системы рекуперации. Показательно, что чемпионский титул и первые две строчки в Кубке конструкторов 2009 года были завоёваны на машинах без KERS.
Автопроизводители, наиболее активно поддерживавшие KERS, покинули чемпионат, но в следующем сезоне машины Формулы-1 вновь смогут использовать рекуперацию. Производить системы будут те же несколько компаний, что и прежде, но минимальный вес машины снова увеличен — теперь до 640 кг, а у инженеров есть необходимый опыт, так что больших проблем быть не должно.
Впрочем, без сложностей не обойдётся — теперь гонщики стартуют с полными баками, а развесовка машины ограничена регламентом, так что оптимальное размещение аккумуляторов KERS станет ещё одной непростой задачей для инженеров.

### Развесовка машин
В сезоне 2011 года регламент весьма жёстко определяет развесовку машин по осям, лишив инженеров ещё одной переменной в поиске оптимального баланса. Теперь 46,5 % веса должно приходиться на переднюю ось, но в условиях смены поставщика резины команды не имеют точных данных о новых шинах, поэтому допускается погрешность в 1 %.

### Замена коробки передач
В сезоне 2011 года коробка передач должна выдерживать дистанцию пяти Гран-при, но первая внеплановая замена, если только она происходит не по ходу финального уик-энда, не наказывается штрафом. В этом случае новая коробка передач должна будет отработать только остаток данного гоночного уик-энда.

### Смена поставщика шин
Компания Bridgestone объявила об уходе из Формулы-1 в конце 2010 года, по ходу сезона руководство чемпионата провело переговоры с несколькими компаниями, и в результате тендера была выбрана итальянская Pirelli, которая планировала поставлять командам четыре состава с теми же наименованиями, что и японцы (Hard, Medium, Soft и SuperSoft), теми же габаритными размерами, но характеристики резины должны были измениться, что должно было сказаться на поведении машин.
Осенью 2010 года команды смогли опробовать первые варианты новых шин на тестах в Абу-Даби. Последующие варианты были испытаны на зимних тестах.

### Использование резины
Комплект шин будет считаться использованным с того момента, когда установленный на машине транспондер пересечёт линию выезда с пит-лейн.
Следующие поправки касаются сессий, не объявленных дождевыми:
На пятничные свободные заезды каждый гонщик получит по три комплекта резины: два жёстких и один мягкий, и только они могут использоваться в этих двух сессиях. При этом один комплект жёсткой резины с машины каждого гонщика возвращается поставщику перед началом второй сессии, а два остальных — перед началом субботних свободных заездов. Если команда выпускает на трассу дополнительного гонщика, он использует резину того, кого заменил.
В случае остановки гонки и невозможности рестарта, к результатам гонщиков, не использовавших на дистанции оба состава резины, добавляется тридцать секунд, что позволит компенсировать преимущество тех, кто не успел провести замену до остановки гонки.
Если гонщик финиширует, не использовав на дистанции два состава резины, его результаты исключаются из протокола.
Начиная с Гран-при Италии, после окончания квалификации стюарды проверяют угол развала передних колёс. В случае превышения максимального значения, установленного поставщиком шин Pirelli, автомобиль будет дисквалифицирован.

### Квалификация
FIA вернула «Правило 107%». Оно касается только первой квалификационной сессии — пилоты, уступившие в ней лидеру сессии более 107 %, не смогут участвовать в гонке. Есть исключение, позволяющее стартовать тем, кто неудачно провёл сессию из-за аварии или по другим причинам. Если на свободных заездах гонщик показывал лучшие результаты, то стюарды могут разрешить ему выйти на старт. Если таких гонщиков несколько, их места на стартовом поле будут определены по решению стюардов.

### Ограничения на работу персонала
Никто из сотрудников команд, связанных с обслуживанием машин, не может находиться на автодроме в течение двух шестичасовых периодов, начинающихся за 10 часов до старта первой и третьей тренировок. При этом каждой команде в исключительных случаях разрешено отступать от этого правила четыре раза по ходу сезона, но каждый такой случай рассматривается индивидуально.

### Пит-лейн
Максимальная ширина «быстрой полосы» ограничена 3,5 метрами.
Если машина оказалась на выезде с пит-лейн не в соответствии с требованиями статей 38.2 (опоздание на стартовую решётку) и 41.5 (когда гонка приостановлена), работать с ней можно только во внутренней зоне. Однако работы в быстрой зоне в любом случае запрещены, если они могут затруднить выезд с пит-лейн других машин.
Если машину не оттолкали вручную со старта по ходу стартовой процедуры, она может направляться к выезду с пит-лейн исключительно из зоны боксов своей команды. Машины, подъехавшие к выезду на трассу перед началом или возобновлением тренировки, а также машины, которым нужно остановиться там во время присутствия на трассе автомобиля безопасности, должны выстроиться в линию на быстрой зоне и выезжать на трассу в образовавшемся порядке — за исключением случаев вынужденной задержки одной из машин.
В особых случаях директор гонки может попросить закрыть въезд на пит-лейн по ходу гонки из соображений безопасности. В этот момент гонщики могут заезжать на пит-лейн только в случае явной необходимости существенного ремонта машины.

### Действия гонщиков на трассе
Положения главы 4 Приложения L к Международному спортивному кодексу продублированы в спортивном регламенте. Положения регламента следующие:
- Запрещены любые манёвры, которые могут помешать другому пилоту, такие как неоднократная смена направления движения при защите позиции, преднамеренное вытеснение автомобиля за край трассы или любое другое ненормальное изменение траектории.
- Гонщики должны постоянно оставаться на трассе. Во избежание сомнений считается, что ограничительная белая линия считается частью трассы, а поребрики — нет. Гонщик покинул трассу, если его машина целиком находится за её пределами. Если такое случится в силу каких-то причин, пилот имеет право вернуться — однако должен сделать это безопасно и не получив преимущества.

Было отменено присутствовавшее в регламенте с 2003 года правило, запрещающее применение командной тактики. С 2011 года командная тактика разрешена, однако стюарды в ряде случае имеют право штрафовать команду за её использование, в частности, за обмен шифрованными сообщениями с пилотом.

## Презентации машин
| Команда                        | Шасси       | Дата         | Место             |
| ------------------------------ | ----------- | ------------ | ----------------- |
| Scuderia Ferrari               | 150° Italia | 28 января    | Маранелло, Италия |
| Team Lotus (Сaterham F1 Team)* | T128        | 31 января    | Интернет          |
| Lotus Renault GP*              | R31         | 31 января    | Валенсия, Испания |
| Sauber F1 Team                 | C30         | 31 января    | Валенсия, Испания |
| Scuderia Toro Rosso            | STR6        | 1 февраля    | Валенсия, Испания |
| Mercedes-Benz GP Petronas      | MGP W02     | 1 февраля    | Валенсия, Испания |
| Red Bull Racing                | RB7         | 1 февраля    | Валенсия, Испания |
| Vodafone McLaren Mercedes      | MP4-26      | 4 февраля    | Берлин, Германия  |
| Marussia Virgin Racing         | MVR-02      | 7 февраля    | Лондон, Англия    |
| Force India F1 Team            | VJM04       | 8 февраля    | Интернет          |
| AT&T Williams                  | FW33        | 24 февраля** | Интернет          |
| Hispania Racing F1 Team        | F111        | 11 марта     | Барселона         |

*3 ноября 2011 года во время заседания комиссии Формулы-1 в Женеве единогласно было одобрено переименование шасси «Лотуса» в «Катерхэм», «Лотуса-Рено» — в «Лотус». Команды стали называться: Lotus Renault GP — Lotus, Team Lotus — Caterham F1 Team. См. Конфликт вокруг бренда Lotus.
** Williams начала тесты новой машины FW33 1 февраля, однако команда не делала официальной презентации в этот день, официальная презентация новой раскраски прошла 24 февраля.

## Предсезонные тесты
| № | Дата          | Место                |
| - | ------------- | -------------------- |
| 1 | 1—3 февраля   | Валенсия, Испания    |
| 2 | 10—13 февраля | Херес, Испания       |
| 3 | 18—21 февраля | Каталунья, Барселона |
| 4 | 8—12 марта    | Каталунья, Барселона |

## Команды и пилоты
После спора между Ассоциацией команд Формулы-1 (FOTA) и FIA в первой половине 2009 года, президент FIA Макс Мосли 1 августа 2009 года подписал новый Договор Согласия, действующий до 31 декабря 2012-го года. Он обеспечивает преемственность процедур, описанных в Договоре Согласия 1998-го года, с учётом решений, принятых рабочими группами и комиссиями, за которые голосовали все команды до того, как документ был отправлен на ратификацию во Всемирный совет.
Все команды по ходу сезона использовали шины, поставляемые P
Pirelli.
| Фото                  | Команда                       | Конструктор   | Шасси               | Двигатель             | Гонщики           | Гонщики           | Этапы       | Тестеры                                                    |
| Фото                  | Команда                       | Конструктор   | Шасси               | Двигатель             | №                 | Имя               | Этапы       | Тестеры                                                    |
| --------------------- | ----------------------------- | ------------- | ------------------- | --------------------- | ----------------- | ----------------- | ----------- | ---------------------------------------------------------- |
| Red Bull RB7          | Red Bull Racing               | Red Bull      | RB7                 | Renault RS27-2011     | 1                 | Себастьян Феттель | Все         | Даниэль Риккардо                                           |
| Red Bull RB7          | Red Bull Racing               | Red Bull      | RB7                 | Renault RS27-2011     | 2                 | Марк Уэббер       | Все         | Даниэль Риккардо                                           |
|                       | Vodafone McLaren Mercedes     | McLaren       | MP4-26              | Mercedes-Benz FO 108Y | 3                 | Льюис Хэмилтон    | Все         | Гэри Паффетт Педро де ла Роса                              |
| 4                     | Vodafone McLaren Mercedes     | McLaren       | MP4-26              | Mercedes-Benz FO 108Y | Дженсон Баттон    | Все               |             | Гэри Паффетт Педро де ла Роса                              |
| Ferrari F150th Italia | Ferrari                       | Ferrari       | Ferrari 150° Italia | Ferrari 056           | 5                 | Фернандо Алонсо   | Все         | Джанкарло Физикелла Жюль Бьянки Марк Жене                  |
| Ferrari F150th Italia | Ferrari                       | Ferrari       | Ferrari 150° Italia | Ferrari 056           | 6                 | Фелипе Масса      | Все         | Джанкарло Физикелла Жюль Бьянки Марк Жене                  |
| Mercedes MGP W02      | Mercedes-Benz GP Petronas     | Mercedes-Benz | MGP W02             | Mercedes-Benz FO 108Y | 7                 | Михаэль Шумахер   | Все         | Сэм Бёрд                                                   |
| Mercedes MGP W02      | Mercedes-Benz GP Petronas     | Mercedes-Benz | MGP W02             | Mercedes-Benz FO 108Y | 8                 | Нико Росберг      | Все         | Сэм Бёрд                                                   |
| Renault R31           | Lotus Renault GP              | Renault       | R31                 | Renault RS27-2011     | 9                 | Ник Хайдфельд*    | 1—11        | Файруз Фаузи Ромен Грожан Тун Хопинь Ян Хароуз Бруно Сенна |
| Renault R31           | Lotus Renault GP              | Renault       | R31                 | Renault RS27-2011     | 9                 | Бруно Сенна       | 12—19       | Файруз Фаузи Ромен Грожан Тун Хопинь Ян Хароуз Бруно Сенна |
| Renault R31           | Lotus Renault GP              | Renault       | R31                 | Renault RS27-2011     | 10                | Виталий Петров    | Все         | Файруз Фаузи Ромен Грожан Тун Хопинь Ян Хароуз Бруно Сенна |
|                       | AT&T Williams                 | Williams      | FW33                | Cosworth CA2011       | 11                | Рубенс Баррикелло | Все         | Валттери Боттас                                            |
| 12                    | AT&T Williams                 | Williams      | FW33                | Cosworth CA2011       | Пастор Мальдонадо | Все               |             | Валттери Боттас                                            |
| Force India VJM04     | Force India F1 Team           | Force India   | VJM04               | Mercedes-Benz FO 108X | 14                | Адриан Сутиль     | Все         | Нико Хюлькенберг                                           |
| Force India VJM04     | Force India F1 Team           | Force India   | VJM04               | Mercedes-Benz FO 108X | 15                | Пол ди Реста      | Все         | Нико Хюлькенберг                                           |
| Sauber C30            | Sauber F1 Team                | Sauber        | C30                 | Ferrari 056           | 16                | Камуи Кобаяси     | Все         | Эстебан Гутьеррес                                          |
| Sauber C30            | Sauber F1 Team                | Sauber        | C30                 | Ferrari 056           | 17                | Серхио Перес      | 1—6, 8—19   | Эстебан Гутьеррес                                          |
| Sauber C30            | Sauber F1 Team                | Sauber        | C30                 | Ferrari 056           | 17                | Педро де ла Роса  | 7           | Эстебан Гутьеррес                                          |
| Toro Rosso STR6       | Scuderia Toro Rosso           | Toro Rosso    | STR6                | Ferrari 056           | 18                | Себастьен Буэми   | Все         | Даниэль Риккардо Жан-Эрик Вернь                            |
| Toro Rosso STR6       | Scuderia Toro Rosso           | Toro Rosso    | STR6                | Ferrari 056           | 19                | Хайме Альгерсуари | Все         | Даниэль Риккардо Жан-Эрик Вернь                            |
| Lotus T128            | Team Lotus (Caterham F1 Team) | Lotus         | T128                | Renault RS27-2011     | 20                | Ярно Трулли       | 1—9, 11—19  | Карун Чандхок Луис Разиа Давиде Вальсекки Рикарду Тейшейра |
| Lotus T128            | Team Lotus (Caterham F1 Team) | Lotus         | T128                | Renault RS27-2011     | 20                | Карун Чандхок     | 10          | Карун Чандхок Луис Разиа Давиде Вальсекки Рикарду Тейшейра |
| Lotus T128            | Team Lotus (Caterham F1 Team) | Lotus         | T128                | Renault RS27-2011     | 21                | Хейкки Ковалайнен | Все         | Карун Чандхок Луис Разиа Давиде Вальсекки Рикарду Тейшейра |
| F111                  | HRT                           | HRT           | F111                | Cosworth CA2011       | 22                | Нараин Картикеян  | 1—8, 17     | Нараин Картикеян                                           |
| F111                  | HRT                           | HRT           | F111                | Cosworth CA2011       | 22                | Даниэль Риккардо  | 9—16, 18—19 | Нараин Картикеян                                           |
| F111                  | HRT                           | HRT           | F111                | Cosworth CA2011       | 23                | Витантонио Льюцци | 1—16, 18—19 | Нараин Картикеян                                           |
| F111                  | HRT                           | HRT           | F111                | Cosworth CA2011       | 23                | Даниэль Риккардо  | 17          | Нараин Картикеян                                           |
| Virgin MVR-02         | Marussia Virgin Racing        | Virgin        | MVR-02              | Cosworth CA2011       | 24                | Тимо Глок         | Все         | Сакон Ямамото Роберт Викенс                                |
| Virgin MVR-02         | Marussia Virgin Racing        | Virgin        | MVR-02              | Cosworth CA2011       | 25                | Жером Д’Амброзио  | Все         | Сакон Ямамото Роберт Викенс                                |

* — изначально в Lotus Renault GP должен был выступать Роберт Кубица, однако 6 февраля 2011 года он попал в аварию на ралли Ronde di Andora, сломав плечо, кисть и ногу. Ник Хайдфельд будет заменять Кубицу до его возвращения. Контракт с Хайдфельдом был расторгнут, а его место занял обладающий лучшей спонсорской поддержкой Бруно Сенна.

## Календарь на сезон
FIA утвердила календарь чемпионата мира по автогонкам в классе Формула-1 на сезон 2011 года, в который вошли 20 Гран-при*.
| №  | Гран-при                | Официальное название                   | Место проведения             | Трасса                       | Дата        |
| -- | ----------------------- | -------------------------------------- | ---------------------------- | ---------------------------- | ----------- |
| 1  | Гран-при Австралии      | Qantas Australian Grand Prix           | Мельбурн, Австралия          | Альберт-Парк                 | 27 марта    |
| 2  | Гран-при Малайзии       | Petronas Malaysia Grand Prix           | Куала-Лумпур, Малайзия       | Сепанг                       | 10 апреля   |
| 3  | Гран-при Китая          | UBS Chinese Grand Prix                 | Шанхай, Китай                | Шанхай                       | 17 апреля   |
| 4  | Гран-при Турции         | DHL Turkish Grand Prix                 | Стамбул, Турция              | Истанбул Парк                | 8 мая       |
| 5  | Гран-при Испании        | Gran Premio de España Santander        | Монтмело, Испания            | Каталунья                    | 22 мая      |
| 6  | Гран-при Монако         | Grand Prix de Monaco                   | Монте-Карло, Монако          | Монте-Карло                  | 29 мая      |
| 7  | Гран-при Канады         | Grand Prix du Canada                   | Монреаль, Канада             | Автодром имени Жиля Вильнёва | 12 июня     |
| 8  | Гран-при Европы         | Grand Prix of Europe                   | Валенсия, Испания            | Городская трасса Валенсии    | 26 июня     |
| 9  | Гран-при Великобритании | Santander British Grand Prix           | Сильверстоун, Великобритания | Сильверстоун                 | 10 июля     |
| 10 | Гран-при Германии       | Großer Preis Santander von Deutschland | Нюрбург, Германия            | Нюрбургринг                  | 24 июля     |
| 11 | Гран-при Венгрии        | Eni Magyar Nagydíj                     | Будапешт, Венгрия            | Хунгароринг                  | 31 июля     |
| 12 | Гран-при Бельгии        | Shell Belgian Grand Prix               | Спа, Бельгия                 | Спа-Франкоршам               | 28 августа  |
| 13 | Гран-при Италии         | Gran Premio Santander d’Italia         | Монца, Италия                | Монца                        | 11 сентября |
| 14 | Гран-при Сингапура      | SingTel Singapore Grand Prix           | Сингапур                     | Марина-Бей                   | 25 сентября |
| 15 | Гран-при Японии         | Japanese Grand Prix                    | Судзука, Япония              | Судзука                      | 9 октября   |
| 16 | Гран-при Кореи          | Korean Grand Prix                      | Йонам, Корея                 | Международный автодром Кореи | 16 октября  |
| 17 | Гран-при Индии          | Airtel Grand Prix of India             | Великая Нойда, Индия         | Международный автодром Будды | 30 октября  |
| 18 | Гран-при Абу-Даби       | Etihad Airways Abu Dhabi Grand Prix    | Абу-Даби, ОАЭ                | Яс Марина                    | 13 ноября   |
| 19 | Гран-при Бразилии       | Grande Prêmio do Brasil                | Сан-Паулу, Бразилия          | Интерлагос                   | 27 ноября   |

* Изначально сезон должен был открывать Гран-при Бахрейна, но FIA отменила гонку из-за сложной обстановки в Бахрейне. 3 июня Всемирный Совет по автоспорту объявил о проведении Гран-при Бахрейна 30 октября и о переносе Гран-при Индии на дату, которая будет обозначена позднее (4 или 11 декабря). 10 июня Бахрейн окончательно отказался от проведения Гран-при в сезоне 2011 года.

## Обзор сезона

### Гран-при Австралии
Первый Гран-при сезона прошёл при доминировании действующего чемпиона Себастьяна Феттеля, который за явным преимуществом выиграл сначала квалификацию, а затем без особой борьбы победил и в гонке. Соответствовать ему по скорости удалось лишь Льюису Хэмилтону, ставшему в результате вторым. Оставшееся место на подиуме достаточно неожиданно занял гонщик Renault Виталий Петров. Финишировавшие седьмым и восьмым гонщики Sauber были после гонки дисквалифицированы за нарушения в размерах заднего антикрыла, что позволило попасть в очки сразу обоим гонщикам Force India.

## Результаты Гран-при
| №  | Гран-при                | Поул-позиция      | Быстрый круг      | Победитель        | Конструктор      | Отчёт |
| -- | ----------------------- | ----------------- | ----------------- | ----------------- | ---------------- | ----- |
| 1  | Гран-при Австралии      | Себастьян Феттель | Фелипе Масса      | Себастьян Феттель | Red Bull-Renault | Отчёт |
| 2  | Гран-при Малайзии       | Себастьян Феттель | Марк Уэббер       | Себастьян Феттель | Red Bull-Renault | Отчёт |
| 3  | Гран-при Китая          | Себастьян Феттель | Марк Уэббер       | Льюис Хэмилтон    | McLaren-Mercedes | Отчёт |
| 4  | Гран-при Турции         | Себастьян Феттель | Марк Уэббер       | Себастьян Феттель | Red Bull-Renault | Отчёт |
| 5  | Гран-при Испании        | Марк Уэббер       | Льюис Хэмилтон    | Себастьян Феттель | Red Bull-Renault | Отчёт |
| 6  | Гран-при Монако         | Себастьян Феттель | Марк Уэббер       | Себастьян Феттель | Red Bull-Renault | Отчёт |
| 7  | Гран-при Канады         | Себастьян Феттель | Дженсон Баттон    | Дженсон Баттон    | McLaren-Mercedes | Отчёт |
| 8  | Гран-при Европы         | Себастьян Феттель | Себастьян Феттель | Себастьян Феттель | Red Bull-Renault | Отчёт |
| 9  | Гран-при Великобритании | Марк Уэббер       | Фернандо Алонсо   | Фернандо Алонсо   | Ferrari          | Отчёт |
| 10 | Гран-при Германии       | Марк Уэббер       | Льюис Хэмилтон    | Льюис Хэмилтон    | McLaren-Mercedes | Отчёт |
| 11 | Гран-при Венгрии        | Себастьян Феттель | Фелипе Масса      | Дженсон Баттон    | McLaren-Mercedes | Отчёт |
| 12 | Гран-при Бельгии        | Себастьян Феттель | Марк Уэббер       | Себастьян Феттель | Red Bull-Renault | Отчёт |
| 13 | Гран-при Италии         | Себастьян Феттель | Льюис Хэмилтон    | Себастьян Феттель | Red Bull-Renault | Отчёт |
| 14 | Гран-при Сингапура      | Себастьян Феттель | Дженсон Баттон    | Себастьян Феттель | Red Bull-Renault | Отчёт |
| 15 | Гран-при Японии         | Себастьян Феттель | Дженсон Баттон    | Дженсон Баттон    | McLaren-Mercedes | Отчёт |
| 16 | Гран-при Кореи          | Льюис Хэмилтон    | Себастьян Феттель | Себастьян Феттель | Red Bull-Renault | Отчёт |
| 17 | Гран-при Индии          | Себастьян Феттель | Себастьян Феттель | Себастьян Феттель | Red Bull-Renault | Отчёт |
| 18 | Гран-при Абу-Даби       | Себастьян Феттель | Марк Уэббер       | Льюис Хэмилтон    | McLaren-Mercedes | Отчёт |
| 19 | Гран-при Бразилии       | Себастьян Феттель | Марк Уэббер       | Марк Уэббер       | Red Bull-Renault | Отчёт |

### Личный зачёт
| Легенда к таблице |                                                                    |
| --- | ------------------------------------------------------------------ |
| В таблице перечислены результаты всех Гран-при сезона. Строками таблицы являются гонщики или конструкторы, упорядоченные по их положению в чемпионате мира, столбцами — этапы чемпионата мира. В каждой клетке указан результат, дополнительно обозначенный цветом. Расшифровка обозначений и цветов представлена в нижеследующей таблице. |                                                                    |
| \| Пример \| Описание \| \| ------------ \| ------------------------------------------------------------------ \| \| 1 \| Победитель \| \| 2 \| Второе место \| \| 3 \| Третье место \| \| 5 \| Финишировал, заработав очки \| \| Сход \| Не финишировал, но при этом заработал очки \| \| 12 \| Финишировал, не получив очков \| \| НКЛ \| Финишировал, но не попал в финальную классификацию \| \| 15 \| Участвовал вне зачёта, либо по отдельной классификации \| \| 18 \| Не финишировал, но попал в финальную классификацию \| \| Сход \| Не финишировал \| \| НКВ \| Не прошёл квалификацию \| \| НПКВ \| Не прошёл предквалификацию \| \| ДСК \| Дисквалифицирован \| \| ИСК \| Исключён из протокола соревнований \| \| ТТ \| Заявлен для участия только в тренировках \| \| НС \| Участвовал в квалификации, но не стартовал в гонке \| \| Т \| Травмирован или болен \| \| ОТК \| Отказ от участия \| \| НТР \| Прибыл на соревнования, но на трассу не выезжал \| \| НПР \| Был заявлен в числе участников, но не прибыл к началу соревнований \| \| О \| Соревнования отменены \| \| \| Не участвовал \| \| Поул-позиция \| \| \| Быстрый круг \| \| |                                                                    |
| Пример | Описание                                                           |
| 1 | Победитель                                                         |
| 2 | Второе место                                                       |
| 3 | Третье место                                                       |
| 5 | Финишировал, заработав очки                                        |
| Сход | Не финишировал, но при этом заработал очки                         |
| 12 | Финишировал, не получив очков                                      |
| НКЛ | Финишировал, но не попал в финальную классификацию                 |
| 15 | Участвовал вне зачёта, либо по отдельной классификации             |
| 18 | Не финишировал, но попал в финальную классификацию                 |
| Сход | Не финишировал                                                     |
| НКВ | Не прошёл квалификацию                                             |
| НПКВ | Не прошёл предквалификацию                                         |
| ДСК | Дисквалифицирован                                                  |
| ИСК | Исключён из протокола соревнований                                 |
| ТТ | Заявлен для участия только в тренировках                           |
| НС | Участвовал в квалификации, но не стартовал в гонке                 |
| Т | Травмирован или болен                                              |
| ОТК | Отказ от участия                                                   |
| НТР | Прибыл на соревнования, но на трассу не выезжал                    |
| НПР | Был заявлен в числе участников, но не прибыл к началу соревнований |
| О | Соревнования отменены                                              |
| | Не участвовал                                                      |
| Поул-позиция |                                                                    |
| Быстрый круг |                                                                    |

| Место | Пилот             | АВС  | МАЛ  | КИТ  | ТУР  | ИСП  | МОН  | КАН  | ЕВР | ВЕЛ  | ГЕР  | ВЕН  | БЕЛ  | ИТА  | СИН  | ЯПО  | КОР  | ИНД  | АБУ  | БРА  | Очки |
| ----- | ----------------- | ---- | ---- | ---- | ---- | ---- | ---- | ---- | --- | ---- | ---- | ---- | ---- | ---- | ---- | ---- | ---- | ---- | ---- | ---- | ---- |
| 1     | Себастьян Феттель | 1    | 1    | 2    | 1    | 1    | 1    | 2    | 1   | 2    | 4    | 2    | 1    | 1    | 1    | 3    | 1    | 1    | Сход | 2    | 392  |
| 2     | Дженсон Баттон    | 6    | 2    | 4    | 6    | 3    | 3    | 1    | 6   | Сход | Сход | 1    | 3    | 2    | 2    | 1    | 4    | 2    | 3    | 3    | 270  |
| 3     | Марк Уэббер       | 5    | 4    | 3    | 2    | 4    | 4    | 3    | 3   | 3    | 3    | 5    | 2    | Сход | 3    | 4    | 3    | 4    | 4    | 1    | 258  |
| 4     | Фернандо Алонсо   | 4    | 6    | 7    | 3    | 5    | 2    | Сход | 2   | 1    | 2    | 3    | 4    | 3    | 4    | 2    | 5    | 3    | 2    | 4    | 257  |
| 5     | Льюис Хэмилтон    | 2    | 8    | 1    | 4    | 2    | 6    | Сход | 4   | 4    | 1    | 4    | Сход | 4    | 5    | 5    | 2    | 7    | 1    | Сход | 227  |
| 6     | Фелипе Масса      | 7    | 5    | 6    | 11   | Сход | Сход | 6    | 5   | 5    | 5    | 6    | 8    | 6    | 9    | 7    | 6    | Сход | 5    | 5    | 118  |
| 7     | Нико Росберг      | Сход | 12   | 5    | 5    | 7    | 11   | 11   | 7   | 6    | 7    | 9    | 6    | Сход | 7    | 10   | 8    | 6    | 6    | 7    | 89   |
| 8     | Михаэль Шумахер   | Сход | 9    | 8    | 12   | 6    | Сход | 4    | 17  | 9    | 8    | Сход | 5    | 5    | Сход | 6    | Сход | 5    | 7    | 15   | 76   |
| 9     | Адриан Сутиль     | 9    | 11   | 15   | 13   | 13   | 7    | Сход | 9   | 11   | 6    | 14   | 7    | Сход | 8    | 11   | 11   | 9    | 8    | 6    | 42   |
| 10    | Виталий Петров    | 3    | 17   | 9    | 8    | 11   | Сход | 5    | 15  | 12   | 10   | 12   | 9    | Сход | 17   | 9    | Сход | 11   | 13   | 10   | 37   |
| 11    | Ник Хайдфельд     | 12   | 3    | 12   | 7    | 8    | 8    | Сход | 10  | 8    | Сход | Сход |      |      |      |      |      |      |      |      | 34   |
| 12    | Камуи Кобаяси     | ДСК  | 7    | 10   | 10   | 10   | 5    | 7    | 16  | Сход | 9    | 11   | 12   | Сход | 14   | 13   | 15   | Сход | 10   | 9    | 30   |
| 13    | Пол Ди Реста      | 10   | 10   | 11   | Сход | 12   | 12   | 18   | 14  | 15   | 13   | 7    | 11   | 8    | 6    | 12   | 10   | 13   | 9    | 8    | 27   |
| 14    | Хайме Альгерсуари | 11   | 14   | Сход | 16   | 16   | Сход | 8    | 8   | 10   | 12   | 10   | Сход | 7    | 21   | 15   | 7    | 8    | 15   | 11   | 26   |
| 15    | Себастьен Буэми   | 8    | 13   | 14   | 9    | 14   | 10   | 10   | 13  | Сход | 15   | 8    | Сход | 10   | 12   | Сход | 9    | Сход | Сход | 12   | 15   |
| 16    | Серхио Перес      | ДСК  | Сход | 17   | 14   | 9    | НС   | Т    | 11  | 7    | 11   | 15   | Сход | Сход | 10   | 8    | 16   | 10   | 11   | 13   | 14   |
| 17    | Рубенс Баррикелло | Сход | Сход | 13   | 15   | 17   | 9    | 9    | 12  | 13   | Сход | 13   | 16   | 12   | 13   | 17   | 12   | 15   | 12   | 14   | 4    |
| 18    | Бруно Сенна       |      |      |      |      |      |      |      |     |      |      |      | 13   | 9    | 15   | 16   | 13   | 12   | 16   | 17   | 2    |
| 19    | Пастор Мальдонадо | Сход | Сход | 18   | 17   | 15   | 18   | Сход | 18  | 14   | 14   | 16   | 10   | 11   | 11   | 14   | Сход | Сход | 14   | Сход | 1    |
| 20    | Педро де ла Роса  |      |      |      |      |      |      | 12   |     |      |      |      |      |      |      |      |      |      |      |      | 0    |
| 21    | Ярно Трулли       | 13   | Сход | 19   | 18   | 18   | 13   | 16   | 20  | Сход |      | Сход | 14   | 14   | Сход | 19   | 17   | 19   | 18   | 18   | 0    |
| 22    | Хейкки Ковалайнен | Сход | 15   | 16   | 19   | Сход | 14   | Сход | 19  | Сход | 16   | Сход | 15   | 13   | 16   | 18   | 14   | 14   | 17   | 16   | 0    |
| 23    | Витантонио Льюцци | НКВ  | Сход | 22   | 22   | Сход | 16   | 13   | 23  | 18   | Сход | 20   | 19   | Сход | 20   | 23   | 21   |      | 20   | Сход | 0    |
| 24    | Жером Д’Амброзио  | 14   | Сход | 20   | 20   | 20   | 15   | 14   | 22  | 17   | 18   | 19   | 17   | Сход | 18   | 21   | 20   | 16   | Сход | 19   | 0    |
| 25    | Тимо Глок         | НКЛ  | 16   | 21   | НС   | 19   | Сход | 15   | 21  | 16   | 17   | 17   | 18   | 15   | Сход | 20   | 18   | Сход | 19   | Сход | 0    |
| 26    | Нараин Картикеян  | НКВ  | Сход | 23   | 21   | 21   | 17   | 17   | 24  |      |      |      |      |      |      |      |      | 17   |      |      | 0    |
| 27    | Даниэль Риккардо  |      |      |      |      |      |      |      |     | 19   | 19   | 18   | Сход | НКЛ  | 19   | 22   | 19   | 18   | Сход | 20   | 0    |
| 28    | Карун Чандхок     |      |      |      |      |      |      |      |     |      | 20   |      |      |      |      |      |      |      |      |      | 0    |
| Место | Пилот             | АВС  | МАЛ  | КИТ  | ТУР  | ИСП  | МОН  | КАН  | ЕВР | ВЕЛ  | ГЕР  | ВЕН  | БЕЛ  | ИТА  | СИН  | ЯПО  | КОР  | ИНД  | АБУ  | БРА  | Очки |

### Кубок конструкторов
| Легенда к таблице |                                                                    |
| --- | ------------------------------------------------------------------ |
| В таблице перечислены результаты всех Гран-при сезона. Строками таблицы являются гонщики или конструкторы, упорядоченные по их положению в чемпионате мира, столбцами — этапы чемпионата мира. В каждой клетке указан результат, дополнительно обозначенный цветом. Расшифровка обозначений и цветов представлена в нижеследующей таблице. |                                                                    |
| \| Пример \| Описание \| \| ------------ \| ------------------------------------------------------------------ \| \| 1 \| Победитель \| \| 2 \| Второе место \| \| 3 \| Третье место \| \| 5 \| Финишировал, заработав очки \| \| Сход \| Не финишировал, но при этом заработал очки \| \| 12 \| Финишировал, не получив очков \| \| НКЛ \| Финишировал, но не попал в финальную классификацию \| \| 15 \| Участвовал вне зачёта, либо по отдельной классификации \| \| 18 \| Не финишировал, но попал в финальную классификацию \| \| Сход \| Не финишировал \| \| НКВ \| Не прошёл квалификацию \| \| НПКВ \| Не прошёл предквалификацию \| \| ДСК \| Дисквалифицирован \| \| ИСК \| Исключён из протокола соревнований \| \| ТТ \| Заявлен для участия только в тренировках \| \| НС \| Участвовал в квалификации, но не стартовал в гонке \| \| Т \| Травмирован или болен \| \| ОТК \| Отказ от участия \| \| НТР \| Прибыл на соревнования, но на трассу не выезжал \| \| НПР \| Был заявлен в числе участников, но не прибыл к началу соревнований \| \| О \| Соревнования отменены \| \| \| Не участвовал \| \| Поул-позиция \| \| \| Быстрый круг \| \| |                                                                    |
| Пример | Описание                                                           |
| 1 | Победитель                                                         |
| 2 | Второе место                                                       |
| 3 | Третье место                                                       |
| 5 | Финишировал, заработав очки                                        |
| Сход | Не финишировал, но при этом заработал очки                         |
| 12 | Финишировал, не получив очков                                      |
| НКЛ | Финишировал, но не попал в финальную классификацию                 |
| 15 | Участвовал вне зачёта, либо по отдельной классификации             |
| 18 | Не финишировал, но попал в финальную классификацию                 |
| Сход | Не финишировал                                                     |
| НКВ | Не прошёл квалификацию                                             |
| НПКВ | Не прошёл предквалификацию                                         |
| ДСК | Дисквалифицирован                                                  |
| ИСК | Исключён из протокола соревнований                                 |
| ТТ | Заявлен для участия только в тренировках                           |
| НС | Участвовал в квалификации, но не стартовал в гонке                 |
| Т | Травмирован или болен                                              |
| ОТК | Отказ от участия                                                   |
| НТР | Прибыл на соревнования, но на трассу не выезжал                    |
| НПР | Был заявлен в числе участников, но не прибыл к началу соревнований |
| О | Соревнования отменены                                              |
| | Не участвовал                                                      |
| Поул-позиция |                                                                    |
| Быстрый круг |                                                                    |

| Место | Конструктор          | №  | АВС  | МАЛ  | КИТ  | ТУР  | ИСП  | МОН  | КАН  | ЕВР | ВЕЛ  | ГЕР  | ВЕН  | БЕЛ  | ИТА  | СИН  | ЯПО  | КОР  | ИНД  | АБУ  | БРА  | Очки |
| ----- | -------------------- | -- | ---- | ---- | ---- | ---- | ---- | ---- | ---- | --- | ---- | ---- | ---- | ---- | ---- | ---- | ---- | ---- | ---- | ---- | ---- | ---- |
| 1     | Red Bull-Renault     | 1  | 1    | 1    | 2    | 1    | 1    | 1    | 2    | 1   | 2    | 4    | 2    | 1    | 1    | 1    | 3    | 1    | 1    | Сход | 2    | 650  |
| 1     | Red Bull-Renault     | 2  | 5    | 4    | 3    | 2    | 4    | 4    | 3    | 3   | 3    | 3    | 5    | 2    | Сход | 3    | 4    | 3    | 4    | 4    | 1    | 650  |
| 2     | McLaren-Mercedes     | 3  | 2    | 8    | 1    | 4    | 2    | 6    | Сход | 4   | 4    | 1    | 4    | Сход | 4    | 5    | 5    | 2    | 7    | 1    | Сход | 497  |
| 2     | McLaren-Mercedes     | 4  | 6    | 2    | 4    | 6    | 3    | 3    | 1    | 6   | Сход | Сход | 1    | 3    | 2    | 2    | 1    | 4    | 2    | 3    | 3    | 497  |
| 3     | Ferrari              | 5  | 4    | 6    | 7    | 3    | 5    | 2    | Сход | 2   | 1    | 2    | 3    | 4    | 3    | 4    | 2    | 5    | 3    | 2    | 4    | 375  |
| 3     | Ferrari              | 6  | 7    | 5    | 6    | 11   | Сход | Сход | 6    | 5   | 5    | 5    | 6    | 8    | 6    | 9    | 7    | 6    | Сход | 5    | 5    | 375  |
| 4     | Mercedes-Benz        | 7  | Сход | 9    | 8    | 12   | 6    | Сход | 4    | 17  | 9    | 8    | Сход | 5    | 5    | Сход | 6    | Сход | 5    | 7    | 15   | 165  |
| 4     | Mercedes-Benz        | 8  | Сход | 12   | 5    | 5    | 7    | 11   | 11   | 7   | 6    | 7    | 9    | 6    | Сход | 7    | 10   | 8    | 6    | 6    | 7    | 165  |
| 5     | Renault              | 9  | 12   | 3    | 12   | 7    | 8    | 8    | Сход | 10  | 8    | Сход | Сход | 13   | 9    | 15   | 16   | 13   | 12   | 16   | 17   | 73   |
| 5     | Renault              | 10 | 3    | 17   | 9    | 8    | 11   | Сход | 5    | 15  | 12   | 10   | 12   | 9    | Сход | 17   | 9    | Сход | 11   | 13   | 10   | 73   |
| 6     | Force India-Mercedes | 14 | 9    | 11   | 15   | 13   | 13   | 7    | Сход | 9   | 11   | 6    | 14   | 7    | Сход | 8    | 11   | 11   | 9    | 8    | 6    | 69   |
| 6     | Force India-Mercedes | 15 | 10   | 10   | 11   | Сход | 12   | 12   | 18   | 14  | 15   | 13   | 7    | 11   | 8    | 6    | 12   | 10   | 13   | 9    | 8    | 69   |
| 7     | Sauber-Ferrari       | 16 | ДСК  | 7    | 10   | 10   | 10   | 5    | 7    | 16  | Сход | 9    | 11   | 12   | Сход | 14   | 13   | 15   | Сход | 10   | 9    | 44   |
| 7     | Sauber-Ferrari       | 17 | ДСК  | Сход | 17   | 14   | 9    | НС   | 12   | 11  | 7    | 11   | 15   | Сход | Сход | 10   | 8    | 16   | 10   | 11   | 13   | 44   |
| 8     | Toro Rosso-Ferrari   | 18 | 8    | 13   | 14   | 9    | 14   | 10   | 10   | 13  | Сход | 15   | 8    | Сход | 10   | 12   | Сход | 9    | Сход | Сход | 12   | 41   |
| 8     | Toro Rosso-Ferrari   | 19 | 11   | 14   | Сход | 16   | 16   | Сход | 8    | 8   | 10   | 12   | 10   | Сход | 7    | 21   | 15   | 7    | 8    | 15   | 11   | 41   |
| 9     | Williams-Cosworth    | 11 | Сход | Сход | 13   | 15   | 17   | 9    | 9    | 12  | 13   | Сход | 13   | 16   | 12   | 13   | 17   | 12   | 15   | 12   | 14   | 5    |
| 9     | Williams-Cosworth    | 12 | Сход | Сход | 18   | 17   | 15   | 18   | Сход | 18  | 14   | 14   | 16   | 10   | 11   | 11   | 14   | Сход | Сход | 14   | Сход | 5    |
| 10    | Lotus-Renault        | 20 | 13   | Сход | 19   | 18   | 18   | 13   | 16   | 20  | Сход | 20   | Сход | 14   | 14   | Сход | 19   | 17   | 19   | 18   | 18   | 0    |
| 10    | Lotus-Renault        | 21 | Сход | 15   | 16   | 19   | Сход | 14   | Сход | 19  | Сход | 16   | Сход | 15   | 13   | 16   | 18   | 14   | 14   | 17   | 16   | 0    |
| 11    | HRT-Cosworth         | 22 | НКВ  | Сход | 23   | 21   | 21   | 17   | 17   | 24  | 19   | 19   | 18   | Сход | НКЛ  | 19   | 22   | 19   | 17   | Сход | 20   | 0    |
| 11    | HRT-Cosworth         | 23 | НКВ  | Сход | 22   | 22   | Сход | 16   | 13   | 23  | 18   | Сход | 20   | 19   | Сход | 20   | 23   | 21   | 18   | 20   | Сход | 0    |
| 12    | Virgin-Cosworth      | 24 | НКЛ  | 16   | 21   | НС   | 19   | Сход | 15   | 21  | 16   | 17   | 17   | 18   | 15   | Сход | 20   | 18   | Сход | 19   | Сход | 0    |
| 12    | Virgin-Cosworth      | 25 | 14   | Сход | 20   | 20   | 20   | 15   | 14   | 22  | 17   | 18   | 19   | 17   | Сход | 18   | 21   | 20   | 16   | Сход | 19   | 0    |
| Место | Конструктор          | №  | АВС  | МАЛ  | КИТ  | ТУР  | ИСП  | МОН  | КАН  | ЕВР | ВЕЛ  | ГЕР  | ВЕН  | БЕЛ  | ИТА  | СИН  | ЯПО  | КОР  | ИНД  | АБУ  | БРА  | Очки |